# Рапейко, Максим Осипович
Максим Осипович Рапейко (1907—1940), участник Советско-финской войны, командир 149-го отдельного разведывательного батальона 113-й стрелковой дивизии 7-й армии Северо-Западного фронта, Герой Советского Союза, капитан.

## Биография
Родился в городе Полоцке в семье служащего. Еврей. Образование среднее.
В РККА с 1926 года. Окончил военное пехотное училище. Член ВКП(б) с 1932 года. Участник советско-финской войны 1939-1940 годов.
В конце января 1940 года батальон под командованием капитана Максима Рапейко занял важную высоту в районе железнодорожной станции «Юханнес» (ныне Советский) и нанёс противнику значительный урон в живой силе и боевой технике. Группа бойцов во главе с комбатом М. О. Рапейко выбила врага со станции.
В бою за остров Ласисаари (ныне остров Стеклянный, расположенный рядом с островом Туркин-саари, ныне — Овчинный) 25 февраля 1940 года погиб. Похоронен на месте боёв.

## Награды
Указом Президиума Верховного Совета СССР от 21 марта 1940 года «за образцовое выполнение боевых заданий командования на фронте борьбы с финской белогвардейщиной и проявленные при этом отвагу и геройство» капитану Рапейко Максиму Осиповичу посмертно присвоено звание Героя Советского Союза.
Награждён орденом Ленина.